# Nigel Martyn
Antony Nigel Martyn (født 11. august 1966 i St Austell, England) er en tidligere engelsk fodboldspiller, der spillede som målmand hos klubberne Bristol Rovers, Crystal Palace, Leeds United og Everton. Bedst husket er han for sin tid hos Leeds, hvor han spillede i syv år, og blandt andet var med til at nå semifinalerne i Champions League i år 2000.

## Landshold
Martyn nåede gennem sin karriere at spille 23 kampe for Englands landshold. Han var en del af den engelske trup til EM i 1992, VM i 1998, EM i 2000 samt VM i 2002. Han var dog overvejende inde på landsholdet som reserve for førstemålmanden David Seaman.